# Walckenaeria cylindrica
Walckenaeria cylindrica är en spindelart som beskrevs av Xu 1994. Walckenaeria cylindrica ingår i släktet Walckenaeria och familjen täckvävarspindlar. Inga underarter finns listade i Catalogue of Life.